# Панамериканский чемпионат по футболу
Панамериканский чемпионат по футболу (исп. Campeonato Panamericano de Fútbol) — международное футбольное соревнование, проводившееся три раза. В нём принимали участие национальные сборные, принадлежащие к Панамериканской футбольной конфедерации, объединявшей национальные команды стран КОНМЕБОЛ и КОНКАКАФ.

## Результаты
| Год         | Место проведения | Призёры    | Призёры           | Призёры          |
| Год         | Место проведения | Победитель | Серебряный призёр | Бронзовый призёр |
| ----------- | ---------------- | ---------- | ----------------- | ---------------- |
| 1952 Детали | Чили             | Бразилия   | Чили              | Уругвай          |
| 1956 Детали | Мексика          | Бразилия   | Аргентина         | Коста-Рика       |
| 1960 Детали | Коста-Рика       | Аргентина  | Бразилия          | Мексика          |

## По странам
| Команда    | Золотых медалей | Серебряных медалей | Бронзовых медалей |
| ---------- | --------------- | ------------------ | ----------------- |
| Бразилия   | 2               | 1                  | 0                 |
| Аргентина  | 1               | 1                  | 0                 |
| Чили       | 0               | 1                  | 0                 |
| Коста-Рика | 0               | 0                  | 1                 |
| Мексика    | 0               | 0                  | 1                 |
| Уругвай    | 0               | 0                  | 1                 |